# Chipolin
Le chipolin était un système de peinture à la colle vernie utilisée pour la décoration des appartements, considéré comme le chef-d'œuvre de la peinture de décoration du XVIIIe siècle.
Watin le dit en 1772 « brillant comme de la porcelaine », mais note que dès son époque, on désigne comme chipolin des procédés simplifiés ou adultérés par économie, qui ne donnent pas de résultats aussi éclatants. La description et la méthode qu'il décrit seront recopiés jusqu'au XXe siècle. Cette application complexe se faisait en sept étapes, pouvant, pour plusieurs d'entre elles, comporter plusieurs couches, suivies de ponçages.
Le nom de chipolin viendrait de l'italien cipolla, désignant l'oignon (ciboule) qui entre dans la composition de la préparation de sous-couche telle que Watin la décrit.